# 勿忘我 (小說)
《勿忘我》（英語：Hearts in Atlantis）是史蒂芬·金1999年出版的中篇小說集，收錄五篇中篇小說。第一篇故事《穿黃外套的下等人》曾被改編為電影《亚特兰蒂斯之心》。
這些故事精巧地描繪出嬰兒潮世代，史蒂芬·金認為嬰兒潮世代辜負了其被賦予的希望與理想，並以這種觀點寫出這些故事。值得注意的是，開頭的引言引用了電影《逍遥骑士》中彼得·方達的台詞：『我們搞砸了。』
每篇故事都和嬰兒潮世代有關，其中的每個人都受到沉痛的打擊，或付出沉重的代價。最後一個故事《夜幕低垂》清楚地為嬰兒潮世代所帶來的希望，以淡淡的救贖作了總結。

## 小說內容

### 穿黃外套的下等人
本片小说是小说集中最初的一篇也是最長的一篇，故事在講一個1960年的小男孩巴比·葛菲，他和她那只顧自己的媽媽莉莎住在康乃狄克州的哈維切。他一直渴望擁有一架單車，儘管他媽媽自己不斷的買新衣服，她總說他們沒有錢。在巴比的11歲生日時，她送巴比一張卡片和成人借書證。
有一天，一位叫泰德·布羅廷根的老人搬到巴比住的公寓樓上，巴比的媽媽在第一次看到泰德時就不喜歡他，巴比卻對他產生好感。泰德花很多時間和巴比討論書本，並送他一本《蒼蠅王》，這本書讓巴比萌生許多的感觸。
泰德和巴比講話時總把巴比當個大人，讓巴比對他產生很好的印象。泰德提供了一份工作給巴比，表面上是每天唸報紙給他聽，但實際上是要巴比注意一些正在追蹤泰德的『下等人』，更正確的說是『坎墮淫』，紅國王（血腥之王，《黑塔小說系列》中的邪惡化身）的邪惡的使者。關於他們的線索是會利用貼『寵物走失』告示或『跳房子』格子旁畫上月亮及星星來聯絡彼此。泰德要求巴比看緊這些跡象並告訴他。巴比看過泰德『恍神』好幾次，並注意到他擁有一種超能力，一種類似傳心術的力量，另外，泰德經常在恍神時提到黑塔及光束，還有黑塔底下的玫瑰田。有一個早上泰德把他的手放到巴比肩膀上後，當天他就在海灘贏了『三張紙牌賭博』的遊戲，因為他可以看穿發牌人的心思。
後來巴比開始注意到下等人出現的跡象，但是他並沒有告訴泰德，因為他不想失去新朋友。有一天，他在公園樹林中發現手臂嚴重脫臼的凱若，凱若告訴他有兩個惡霸，里奇·歐米拉，威利·席爾曼抓住他讓另外一個惡霸哈利·杜林用球棒毆打她。巴比帶凱若回公寓，當時泰德已經在那邊等了，他們把她帶到巴比家中，然後泰德剪開凱若的衣服以便於讓手臂回位。就在泰德正好剛治好凱若的手臂，莉莎回來了，而且臉色很糟，因為在之前，她被她的老闆及同事邀請參加以不動產研討會之名舉辦的地下性派對。所以當她看到凱若裸著上半身坐在泰德腿上時，她毫不懷疑的認為泰德正在侵犯她。
最後莉莎冷靜下來帶凱若回家。而巴比在小睡了一段時間後，醒來發現他媽媽睡在她的床上，泰德也離開了。巴比在莉莎的錢包中找到一張想要尋找一隻名為布羅廷根的狗的『寵物遺失』單子。他發覺他媽媽用電話向下等人通報了泰德的下落。巴比立刻出去找泰德，正好撞見那些下等人要帶走泰德。下等人見到巴比後也想帶他一起走，但泰德答應要是不帶巴比走他會工作的更賣力。下等人給巴比一個選擇，和泰德走或留下，巴比選擇留下。
在故事的最後，巴比變了，他用球棒毆打哈利·杜林。後來和媽媽搬家離開哈維切，並且兩度進入少年感化院。當他在第二次的感化院監禁回到家後（大概是1965年），他收到一張凱若寄給他的信，裡面還有另一封凱若說是泰德寄給他的信，巴比打開後發現裡面全是玫瑰花瓣，來自圍繞黑塔的玫瑰田，巴比立刻得知泰德再度從下等人那邊獲得自由。

### 
《我把心留在亞特蘭提斯》为本小说集的第二個故事，發生於1966年，全篇故事由主角彼特·萊利記述，彼得是緬因大學的新生，他以前是個好學生，但後來沉迷於永無止境的撲克牌遊戲『紅心遊戲』（就是傷心小棧），而他宿舍中的其他人也是。
這個故事在探討為什麼60年代的大學生活被稱為『亞特蘭提斯』。不管怎樣，後來有越來越多的學生沉迷於紅心遊戲，他們的成績開始走下坡。而當時唯一能逃避被徵招去參加越戰的方法就是不被退學。
彼特的成績落了一大截，不過即使他知道自己再玩下去會被當，他仍無法抗拒紅心遊戲。同時，他認識了巴比的初戀凱若·葛伯，並與她展開一段戀情。藉著凱若的幫助，彼特試著戒除紅心遊戲。
彼特由於太投入紅心遊戲而沒發現凱若自己的問題：她參加學生恐怖行動。最後彼得覺醒了，並在與朋友科克的努力下，他們的成績回穩了。但最後彼特和凱若走上一樣的路，他參加了名為「追求和平武裝學生」的激進團體。

### 盲眼威利
在講一位參加過越戰的軍人所做的懺悔。主角的名字叫做威利·席爾曼，發生在1983年的聖誕節。故事的開始，他從康乃狄克坐火車去紐約工作，就像普通商人一樣。後來他在公司中偽裝成一個瞎眼的乞丐，並到街上乞討，每天大約可以討到幾百塊錢，並把銅板捐給教堂，鈔票給自己。在故事中，可以得知他曾和薩利一起戰鬥，還救他一命過。威利還做了個關於凱若·葛伯的剪貼簿。他從沒忘記當天他與里奇幫哈利毆打她的那天，為此，他不斷懺悔。

### 為什麼我們會在越南
在講兩位退伍老兵於1999年在另外一位老兵葬禮中的重逢，其中一位為薩利。他們一起回憶關於越戰的種種，其中包括一場屠殺，在那場屠殺中，他們的同袍朗尼（曾在1966年於彼特的宿舍中掀起一陣紅心遊戲熱潮。）在屠殺中用槍刺死一位老婦人，此後薩利的眼中永遠都會有個老婦人出現，她從來不會講話或做出表情。在此篇故事的結尾，薩利因心肌梗塞死在同往回家的路上，在他死前，他先是看到他的童年好友凱若，再來又看到許多東西掉下來，其中包括巴比不見的棒球手套。
標題來自於諾曼·梅勒1967年的小說《為什麼我們會在越南》。

### 夜幕低垂
巴比·葛菲在將近50歲時(1999年)回到了他的家鄉參加薩利的葬禮，他在那邊與他的初戀凱若重逢。

## 電影改編
勿忘我中的第一篇故事《穿黃外套的下等人》於2001年被改編成電影《勿忘我》。安東尼·霍普金斯飾演泰德·布羅廷根，安東·葉爾欽飾演巴比·葛菲，蜜卡·布倫飾演凱若·葛伯，霍普·戴维斯飾演麗莎·葛菲。情節大致走向和原著一樣，但有些小細節被更動過，關於主角們在原著小說後來故事中的下場也沒有被提到，另外，所有關於《黑塔》的事都沒有被提到。